# Sacramentales
Los sacramentales son «signos sagrados que han sido instituidos por la Iglesia católica para que imitando de alguna manera los sacramentos, se expresen efectos, sobre todo espirituales, obtenidos por la intercesión de la Iglesia».
De acuerdo con la teología católica, estos sacramentales infunden la gracia por intercesión de la Iglesia y permiten la santificación de las diversas circunstancias de la vida.
En lenguaje diario, se dice que realizar un sacramental es orar de modo ritual, comunitario e institucional. Es ritual porque seguimos una formulación recurrente que busca mantener una religiosidad genuina. Es comunitaria porque se realiza entre dos o más personas (distinguiéndose así de la oración personal) y es institucional porque sigue las pautas marcadas por quienes comparten cierto entendimiento de la fe, en este caso la Iglesia Católica. Puede así decirse que los sacramentales son la forma más simple de liturgia, cuando en su forma e intención integran anuncio Evangélico, culto a Dios y caridad en acto, por sencilla que sea la forma de celebrarlos.

## Características de los sacramentales
Los sacramentales no confieren la gracia del Espíritu Santo a la manera de los sacramentos, pero por la oración de la Iglesia preparan a recibirla y disponen a cooperar con ella. Los sacramentales proceden del sacerdocio bautismal, es decir, todo bautizado es llamado a ser una «bendición» (cf Gn 12,2) y a bendecir (cf Lc 6,28; Rm 12,14; 1 P 3,9). Por eso los laicos pueden presidir ciertas bendiciones (cf SC 79; CIC 1669) y han de ser muy pocas las bendiciones reservadas para el ministerio ordenado (obispos, presbíteros o diáconos, cf. De benedictionibus, 16,18), en la medida en que dicha bendición afecte más a la vida eclesial y sacramental.
Durante más de cien años, la  Virgen María ha estado llamando la atención hacia los sacramentales en todas sus apariciones: 
En noviembre de 1831, en el convento de la Rue du Bac, Nuestra Señora le dio a una joven postulante al noviciado llamada  Catalina Labouré un sacramental: «La Medalla Milagrosa». En 1858, en Lourdes, Ella recordó otro sacramental a Bernardita: El  Santo Rosario. En 1917, en Fátima, María hizo énfasis en otros dos sacramentales, el Escapulario y la imagen de La Virgen Peregrina, habiendo sido bendecidas ambas cosas por los papas.

## Diversas formas de sacramentales
Entre los sacramentales figuran en primer lugar las bendiciones (de personas, de la mesa, de objetos, de lugares). Toda bendición es alabanza de Dios y oración para obtener sus dones. En Cristo, los cristianos son bendecidos por Dios Padre "con toda clase de bendiciones espirituales" (Ef 1,3). Por eso la Iglesia da la bendición invocando el nombre de Jesús y haciendo habitualmente la señal santa de la cruz de Cristo.
Ciertas bendiciones tienen un alcance permanente: su efecto es consagrar personas a Dios y reservar para el uso litúrgico objetos y lugares. Entre las que están destinadas a personas - que no se han de confundir con la ordenación sacramental -figuran la bendición del abad o de la abadesa de un monasterio, la consagración de vírgenes y de viudas, el rito de la profesión religiosa y las bendiciones para ciertos ministerios de la Iglesia (lectores, acólitos, catequistas, etc.). Como ejemplo de las que se refieren a objetos, se puede señalar la dedicación o bendición de un templo o de un altar, la bendición de los santos óleos, de los vasos y ornamentos sagrados, de las campanas, etc.
Cuando la Iglesia pide públicamente y con autoridad, en nombre de Jesucristo, que una persona o un objeto sea protegido contra las asechanzas del demonio y sustraída a su dominio, se habla de exorcismo. Jesús lo practicó (cf Mc 1,25s; etc.), de él tiene la Iglesia el poder y el oficio de exorcizar (cf Mc 3,15; 6,7.13; 16,17). En forma simple, el exorcismo tiene lugar en la celebración del Bautismo. El exorcismo solemne sólo puede ser practicado por un sacerdote con el permiso del obispo. En estos casos es preciso proceder con prudencia, observando estrictamente las reglas establecidas por la Iglesia católica El exorcismo intenta expulsar a los demonios o liberar del dominio demoníaco gracias a la autoridad espiritual que Jesús ha confiado a su Iglesia. Muy distinto es el caso de las enfermedades, sobre todo psíquicas, cuyo cuidado pertenece a la ciencia médica y psicológica. Por tanto, es importante, asegurarse, antes de celebrar el exorcismo, de que se trata de una presencia del Maligno y no de una enfermedad (cf. CIC, can. 1172).
Otros sacramentales son las procesiones, el rezo del rosario, la veneración de reliquias, las visitas a santuarios, peregrinaciones, el Vía Crucis, las danzas religiosas, las medallas, etc. Estas expresiones de una religiosidad propiamente católica prolongan la vida litúrgica de la Iglesia, pero de ninguna manera la sustituyen. Otro sacramentales son; el agua bendita, el aceite bendito y la señal de la cruz.